# Светско првенство у атлетици у дворани 1989 — бацање кугле за жене
Бацање кугле у женској конкуренцији на 2. Светском првенству у атлетици у дворани 1989. у Будимпешти (Мађарска) је одржано је 5. марта у Спортској дворани.
Титулу освојену у Индијанаполису 1987. није бранила Наталија Лисовска из СССР-а.

## Земље учеснице
Учествовале су 13 такмичарки из 9 земаља.
1. Египат (1)
2. Западна Немачка (2)
3. Источна Немачка (2)
4. Италија (1)
5. Кина (2)
6. Куба (1)
7. Мађарска (1)
8. САД (2)
9. Чехословачка (1)

## Освајачи медаља
| Освајачи медаља |              |                 |  |  |  |  |
|                 |              |                 |  |  |  |  |
|                 |              |                 |  |  |  |  |
|                 |              |                 |  |  |  |  |
| Клаудија Лох    | Џихунг Хуанг | Криста Визе     |  |  |  |  |
| Западна Немачка | Кина         | Источна Немачка |  |  |  |  |

## Рекорди
Листа рекорда у бацању кугле пре почетка светског првенства 5. марта 1989. године.
| Рекорди пре почетка Светског првенства 1989. | Рекорди пре почетка Светског првенства 1989. | Рекорди пре почетка Светског првенства 1989. | Рекорди пре почетка Светског првенства 1989. | Рекорди пре почетка Светског првенства 1989. | Рекорди пре почетка Светског првенства 1989. |
| -------------------------------------------- | -------------------------------------------- | -------------------------------------------- | -------------------------------------------- | -------------------------------------------- | -------------------------------------------- |
| Светски рекорд                               | 22,50                                        | Хелена Фибингерова                           | Чехословачка                                 | Јаблонец, Чехословачка                       | 19. фебруар 1977.                            |
| Рекорд светских првенстава                   | 20,52                                        | Наталија Лисовска                            | Совјетски Савез                              | Индијанаполис, САД                           | 6. март 1987.                                |
| Најбољи резултат сезоне                      | 20,51                                        | Хајке Хартвиг                                | Источна Немачка                              | Зенфтенберг, Источна Немачка                 | 12. фебруар 1989.                            |
| Европски рекорд                              | 22,50                                        | Хелена Фибингерова                           | Чехословачка                                 | Јаблонец, Чехословачка                       | 19. фебруар 1977.                            |
| Северноамерички рекорд                       | 19,83                                        | Рамона Пагел                                 | Сједињене Државе                             | Инглвуд, САД                                 | 20. фебруар 1987.                            |
| Јужноамерички рекорд                         |                                              |                                              |                                              |                                              |                                              |
| Афрички рекорд                               |                                              |                                              |                                              |                                              |                                              |
| Азијски рекорд                               | 21,08                                        | Ли Мејсу                                     | Кина                                         | Пекинг, Кина                                 | 25. март 1988.                               |
| Океанијски рекорд                            |                                              |                                              |                                              |                                              |                                              |

## Најбољи резултати у 1989. години
Девет најбољих атлетичарки године у бацању кугле у дворани пре почетка првенства (3. марта 1989), имале су следећи пласман.
| 1. | Хајке Хартвиг    | Источна Немачка  | 20,51 | 12. фебруар |
| 2. | Криста Визе      | Источна Немачка  | 20,50 | 12. фебруар |
| 3. | Соња Вашичкова   | Чехословачка     | 20,37 | 21. јануар  |
| 4. | Штефани Шторп    | Западна Немачка  | 20,30 | 19. фебруар |
| 5. | Клаудија Лох     | Западна Немачка  | 19,79 | 4. фебруар  |
| 5. | Ирис Плоцицка    | Западна Немачка  | 19,79 | 19. фебруар |
| 7. | Ливија Мехеш     | Румунија         | 19,52 | 11. фебруар |
| 8. | Рамона Пагел     | Сједињене Државе | 19,06 | 24. фебруар |
| 9. | Викторија Хорват | Мађарска         | 18,98 | 21. јануар  |

Такмичарке чија су имена подебљана учествују на СП 1989.

## Сатница
| Датум         | Време | Ниво   |
| ------------- | ----- | ------ |
| 5. март 1989. |       | Финале |

## Резултати

### Финале
Такмичење је одржано 5. марта 1989. године.,,
| Пласман | Атлетичарка        | Земља           | ЛР     | ЛРС   | #1    | #2    | #3    | #4    | #5    | #6    | Резултат | Белешке |
| ------- | ------------------ | --------------- | ------ | ----- | ----- | ----- | ----- | ----- | ----- | ----- | -------- | ------- |
|         | Клаудија Лох       | Западна Немачка | 22,19о |       | 20,10 | 20,35 | 20,00 | 20,45 | 19,85 | 20,21 | 20,45    |         |
|         | Џихунг Хуанг       | Кина            | 19,82о |       | 19,58 | 20,25 | 19,94 | 19,98 | 19,99 | x     | 20,25    | ЛР      |
|         | Криста Визе        | Источна Немачка | 20,50  | 20,50 | 18,02 | 17,99 | 17,55 | 18,32 | 19,75 | 19,48 | 19,75    |         |
| 4.      | Штефани Шторп      | Западна Немачка | 19,63  |       | x     | 18,67 | 19,63 | x     | x     | x     | 19,63    |         |
| 5.      | Хајке Хартвиг      | Источна Немачка | 21,31о |       | x     | 18,20 | x     | 19,07 | 19,26 | 19,44 | 19,44    |         |
| 6.      | Белси Лаза         | Куба            |        |       |       |       |       |       |       |       | 19,32    | НР, ЛР  |
| 7.      | Соња Вашичкова     | Чешка           | 20,80о | 20,37 |       |       |       |       |       |       | 18,52    |         |
| 8.      | Ли Мејсу           | Кина            | 21,76о |       |       |       |       |       |       |       | 18,08    |         |
| 9.      | Рамона Пагел       | САД             | 20,18о |       |       |       |       |       |       |       | 17,71    |         |
| 10.     | Кони Прајс-Смит    | САД             | 19,15о | 18,55 |       |       |       |       |       |       | 17,47    |         |
| 11.     | Викторија Хорват   | Мађарска        | 18,62о |       |       |       |       |       |       |       | 17,10    |         |
| 12.     | Агнесе Мафеис      | Италија         |        |       |       |       |       |       |       |       | 16,95    |         |
| 13.     | Ханан Ахмед Кхалед | Египат          |        |       |       |       |       |       |       |       | 15.05    | НР, ЛР  |